# Juvigny-le-Tertre
Juvigny-le-Tertre  là một xã thuộc tỉnh Manche trong vùng Normandie tây bắc Xã này nằm ở khu vực có độ cao trung bình 283 mét trên mực nước biển.